# No Gold Teeth
No Gold Teeth è un singolo dei musicisti statunitensi Danger Mouse e Black Thought, pubblicato l'11 maggio 2022 dalla BMG come primo singolo estratto dall'album Cheat Codes.

## Descrizione
Il video, diretto dal team UNCANNY, rappresenta Black Thought che canta i versi del brano mentre la sua faccia cambia in continuazione.

## Tracce
1. No Gold Teeth – 2:33 (Brian Joseph Burton, Tariq Luqmaan Trotter, Jerry Ragovoy)